# Friedrich Wilhelm Wiktor Hohenzollern
Friedrich Wilhelm Viktor Karl Ernst Alexander Heinrich Hohenzollern (ur. 12 lipca 1880 w Kamieńcu Ząbkowickim, zm. 9 marca 1925 w Weißer Hirsch) – książę pruski (Prinz von Preußen) z dynastii Hohenzollernów, prawnik, filozof, dyplomata, landrat ząbkowicki w latach 1912–1918.

## Życiorys

### Rodzina i pochodzenie
Urodził się w 1880 r. w pałacu w Kamieńcu Ząbkowickim jako trzeci syn księcia pruskiego Albrechta Hohenzollerna młodszego (1837–1906), posiadacza wielu dóbr na terenie Dolnego Śląska i jego żony Marii z Saksonii na Altenburgu. Ożenił się 8 czerwca 1910 r. z Agathą zu Hohenlohe-Schillingsfürst (1888–1960), córką posiadającego ogromne dobra, w tym kopalnie i huty na Górnym Śląsku, Wiktora II Amadeusza Hohenlohe-Schillingsfürst, księcia raciborskiego oraz hrabianki Marii von Breuner-Enckevoirth. Na jego ślub jako członka rodziny panującej z katoliczką musieli wyrazić zgodę cesarz Wilhelm II Hohenzollern oraz papież Pius X. Nieporozumienie związane ze zgodą cesarza na ślub było powodem „kaczki dziennikarskiej”, bowiem część gazet ogłosiła, że chodzi o ślub kronprinza (następcy tronu niemieckiego), Friedricha Wilhelma, który nosił niemal identyczne nazwisko (Friedrich Wilhelm Victor August Ernst von Hohenzollern). Para książęca doczekała się czterech córek:
- Marie Therese (1911–2005)
- Luise Henriette (1912–1973)
- Marianne (1913–1983)
- Elisabeth (1919–1961), po mężu Elisabeth Mees, została pochowana w grobie prababki, Marianny Orańskiej w Eltville am Rhein

### Młodość i wykształcenie
Swoją wczesną młodość spędzał w kamienieckim pałacu, w Berlinie, na dawnym zamku babki, Marianny Orańskiej w Reinhartshausen oraz w Brunszwiku, gdzie jego ojciec pełnił funkcję regenta. Kilka lat później studiował prawo na uniwersytecie w Bonn, gdzie uzyskał także stopień naukowy doktora filozofii. Poza tym interesował się literaturą i muzyką.

### Kariera polityczna
Po zawarciu związku małżeńskiego książę zamieszkał z żoną w kamienieckim pałacu oraz w Rudach Raciborskich. W 1911 r. został wybrany landratem powiatu ząbkowickiego, którym pozostawał do 1918 r., tj. do czasu upadku monarchii w Niemczech i wprowadzeniu ustroju republikańskiego. Wcześniej brał czynny udział w działaniach wojennych podczas I wojny światowej, za co otrzymał awans do stopnia generała majora. Wiele czasu zajmowały mu podróże po Europie i świecie, czasami w zastępstwie cesarza Wilhelma II, wykonywał ważne misje dyplomatyczne. Przeczuwając upadek monarchii w Niemczech, pod koniec wojny podjął się dyskusji i wymiany poglądów z profesorami uniwersyteckimi na temat przebudowy dotychczasowego ustroju państwa, proponując wprowadzenie monarchii konstytucyjnej wzorowanej na modelu obowiązującym w Wielkiej Brytanii.
Po zakończeniu działań wojennych i zaprowadzeniu ustroju republikańskiego w Niemczech, Friedrich Wilhelm związał się z monarchistami, proponując przywrócenie w Niemczech cesarstwa w zaproponowanej przez siebie podczas wojny formie. Był zdecydowany przejąć funkcję regenta do czasu osiągnięcia pełnoletności przez następcę tronu. Zmarł w 1925 r. w Weißer Hirsch, dzielnicy uzdrowiskowo-rezydencyjnej pod Dreznem, w wieku 44 lat. Jego ciało zostało przewiezione do Kamieńca i uroczyście pochowane w parkowym mauzoleum.

## Hobby
Uczył się stolarki, oraz podobnie jak jego ojciec uwielbiał muzykę, głównie dzieła Jana Sebastiana Bacha. Grywał także na skrzypcach pod kierunkiem swojego nauczyciela J. Joachima.